# Histricostoma gruberi
Espèce
Histricostoma gruberi est une espèce d'opilions dyspnois de la famille des Nemastomatidae.

## Distribution
Cette espèce est endémique de la province d'Aydın en Turquie. Elle se rencontre vers Kuşadası.

## Description
Le mâle holotype mesure 1,65 mm et la femelle paratype 1,9 mm.

## Systématique et taxinomie
Cette espèce a été décrite par Snegovaya et Marusik en 2012.

## Étymologie
Cette espèce est nommée en l'honneur de Jürgen Gruber.

## Publication originale
- Snegovaya & Marusik, 2012 : « New species and collections of Opiliones (Arachnida) from Turkey. » Acta Arachnologica, vol. 61, no 2, p. 59–70.